# キャッチ!世界のトップニュース
『キャッチ!世界のトップニュース』（キャッチ!せかいのトップニュース）は、2016年4月4日から2023年3月31日まではNHK BS1、2023年4月4日からはNHK総合で放送されている日本放送協会（NHK）の国際報道番組である。
本項目では、2014年3月31日から2016年4月2日までNHK BS1で放送された『キャッチ!世界の視点』（キャッチ!せかいのしてん）についても記載する。

## 概要
『ワールドWaveモーニング』の枠を引き継ぎ、朝の国際報道番組として放送を開始した。
日本国内で伝えられるニュースは、各国でいかに伝えているか、世界19の国と地域、24の放送局の最新ニュース番組から主なニュースを2か国語放送で伝え、NHK海外総支局で特派員の経験を有すキャスターがニュースと背景を解説し、証券アナリストがニューヨーク証券取引所から株価や為替相場を解説する。
メインニュースのほか、月曜日 - 金曜日の特集「キャッチ!インサイト」、NHKの海外支局が取材したレポートと中継を伝える「ライフ」、土曜日は海外のユニークな話題や面白映像を伝え「Weekend Box」ニューヨークから最新の情報を伝える「@NYC」で構成された。
データ放送のNHKデータオンラインは、当番組と『国際報道2025』『ワールドニュース・アジア（14時台）』の3番組で放送された内容を抜粋し、テキストとして配信する。
2016年4月4日からタイトルを『キャッチ!世界のトップニュース』、特集コーナーのコーナー名を「ワールドEYES」、サブキャスター陣、それぞれを一新した。
2019年4月1日からタイトルロゴが変更され、メインキャスターが交替。土曜日の放送が廃止され「@NYC」が金曜日に変更。放送時間が8時 - 8時49分に変更され、11時 - 11時49分の再放送が設定された。

### BS1から総合に移設
ロシアのウクライナ侵攻の影響を受け、2022年3月1日から2023年3月31日まで、地上波・総合でも平日10時5分 - 10時54分に特別番組扱いでBS1との時差放送を行い、NHKプラスでも同時配信・見逃し配信を実施した。
前述の経緯および2023年12月1日のBS再編により、同年4月4日から放送波を総合に移設して定時化し、放送時間を10分縮小した。
2024年3月30日までの月曜日 - 土曜日にNHK BSで放送された『BSニュース World+Biz』が終了したため、同年4月2日から放送時間を再び10分拡大した。

## 放送時間
祝日・年末年始や国会中継時、高校野球などのスポーツ中継時は休止。また、10時の『NHKニュース』拡大時は、繰り下げ放送もしくは休止となる。
国政選挙実施期間中は政見放送の編成に伴い、地域によっては一部の時間帯で放送されないことがある。

### 総合
| 期 間                        | 曜日    | 放送時間      | 備 考              |
| ---------------------------- | ------- | ------------- | ------------------ |
| 2022年3月1日 - 2023年3月31日 | 月 - 金 | 10:05 - 10:54 | [ 注 1 ]           |
| 2023年4月4日 - 2024年3月29日 | 月 - 金 | 10:05 - 10:44 | 10分縮小し、定時化 |
| 2024年4月2日 - （ 現 在 ）   | 月 - 金 | 10:05 - 10:54 | 再び10分拡大       |

### BS1
| 期 間                         | 曜日    | 放送時間    | 備 考                 |
| ----------------------------- | ------- | ----------- | --------------------- |
| 2014年3月31日 - 2019年3月30日 | 月 - 土 | 7:00 - 7:49 | [ 6 ] [ 注 3 ] [ 7 ]  |
| 2019年4月1日 - 2023年3月31日  | 月 - 金 | 8:00 - 8:49 | 11:00 - 11:49に再放送 |

## 放送で使用される放送局
放映権の関係で映像使用が制限されており、その場合「放送権利の都合により、映像を放映できない」旨の静止画に差し替えられる。
- BBC（News at Six / News at Ten）
- F2（Journal de 20 heures[注 4]）
- ZDF（heute）
- ARD（tagesschau）
- tve（Telediario）
- ロシアテレビ（Вести[注 5]）
  -  ペルシ[注 6]
- ABC（Good Morning America / ABC World News）
- CNN（HLN）
- PBS（NewsHour）
- ブルームバーグ
- バンデランテス
- ABC（The World）
- CCTV（中國新闻、新闻联播）
- 上海 東方衛視（东方新闻）
- ATV（亞視新聞、- 2016年2月）
- TVB（News At 7:30 2016年3月 -）
- KBS（뉴스광장/KBS뉴스 9）
- CNA（Asia Tonight）
- アルジャジーラ
- NDTV（24x7）
- VTV（Thời sự）
- ABS-CBN（The World Tonight）
- チャンネル9（MCOT NEWS）
- MetroTV
- TRT
- ウクライナ公共放送

## 出演者

### 現在
- 2025年4月時点

メインとサブはそれぞれ隔週出演で望月と池間・横川と川口の組み合わせになるが、メインキャスターの現地取材等で逆となる場合もある。

#### メインキャスター
両者とも協会メディア総局報道局国際部所属
- 望月麻美（元NHK佐賀放送局ニュースデスク。元ワシントン支局特派員）
- 横川浩士（国際部デスク）

#### サブキャスター
両者とも東京アナウンス室所属アナウンサー
- 池間昌人
- 川口由梨香

#### リポーター
前番組『ワールドWaveモーニング』からの続投
- マイケル・マカティア（映像プロデューサー・@NYC担当。金曜日。2018年度までは土曜日）

#### コメンテーター
- 藤原帰一（千葉大学特任教授。毎月1回「映画で見つめる世界のいま」コーナーに出演）

### 過去

#### メインキャスター
全員、協会メディア総局報道局国際部所属
- 高野洋（国際部・海外総支局記者。2014年度）
- 野田順子（記者。2014年度）
- 香月隆之[21]（記者。2015年度・2016年度）
- 塩﨑隆敏（記者。2017年度・2018年度）
- 山澤里奈[21]（記者。2015年度 - 2018年度）
- 松田智樹[22]（記者、元香港支局長。2019年度 - 2020年7月22日）
- 西海奈穂子[22]（デスク。2019年度 - 2021年度）
- 小林雄（記者、元中東アフリカ担当デスク。2020年7月 - 2022年12月）
- 別府正一郎（元ヨハネスブルク支局長。2023年1月 - 2025年3月）

#### サブキャスター
全員、協会外部の民間企業所属フリーアナウンサー
- 徳住有香[21]（2014年度・2015年度）
- 佐野仁美[21]（同上）
- 藤田真奈美[22]（2016年度 - 2019年度）
- 丹野麻衣子[22]（同上）
- 髙𣘺彩（2020年度 - 2024年度）
- 中川栞（同上）

#### 気象キャスター
- 本庄美奈子（木曜日・金曜日：2016年1月 - 2016年4月1日）
- 駒形陽子（月曜日 - 水曜日：2014年度 - 2016年度）
- 勝又幸恵（木曜日・金曜日：2014年度 - 2015年7月、2016年度）
- 吉井明子（平日：2017年度・2018年度）